# Château de Thouzon
Le château de Thouzon, aujourd'hui situé sur la commune du Thor, en Vaucluse, en France, est un ancien monastère fortifié ayant appartenu aux bénédictins. L'église Sainte-Marie et la chapelle saint-Pierre qui le composent font l'objet d'une inscription au titre des monuments historiques par arrêté du 18 juin 1987.

## Situation
Le château-prieuré de Thouzon est un ensemble architectural médiéval qui occupe une superficie de 1 600 m2 environ. Perché au sommet d'une petite colline au milieu de la plaine du Comtat Venaissin, il n'a conservé de son rayonnement passé qu'une église encore voûtée, une petite chapelle, deux tours, quelques pans de murs et, au milieu de sa cour, une citerne creusée dans la roche. Aujourd'hui propriété privée, le château de Thouzon est restauré et géré par une association affiliée à l'Union Rempart qui organise chaque été des chantiers de jeunes bénévoles.

## Histoire

### Moyen Âge
En 1014, un acte attribue aux bénédictins de l’abbaye Saint-André de Villeneuve-lès-Avignon la possession des églises qui sont ou seront sur le Mont de Thouzon, avec leurs dépendances. Ingilramnus, évêque de Cavaillon, confirme cette nouvelle implantation dans son diocèse en 1014 en lui donnant des biens.
Raymond IV de Saint-Gilles, comte de Toulouse, en 1088, avant de partir pour la première croisade transforme l'abbaye de Thouzon en fief allodial. En 1096, le pape Urbain II confirme la possession de Thouzon à l'abbaye de Saint-André en ne citant que Saint-Pierre-de-Thouzon.
En 1118, le pape Gélase II concède de nouveaux privilèges à Saint-Pierre-de-Thouzon.
C'est en 1140, qu'Alphonse Jourdain, marquis de Provence et comte de Toulouse, ratifie au château de Pernes la dotation du fief de Thouzon à Saint-André.
En 1162, le comte de Toulouse, Raymond V, crée le fief de Thouzon et concède au seigneur de Chateauneuf de Gadagne une partie de sa suzeraineté sur un territoire dont fait partie Thouzon.
En 1202, Thouzon perd son statut de premier prieuré de Saint-André sur le rive gauche du Rhône. Dans un acte d'échange entre l'évêque de Cavaillon et l'abbé de Saint-André, les moines deviennent les seuls propriétaires des deux églises Sainte-Marie et Saint-Pierre mais sont toujours soumis à l'autorité de la maison de Toulouse.
En 1396, le château est occupé par les soldats du vicomte Raymond de Turenne. Gaston de Montecatino les en chasse.

### Temps modernes
En 1563, pendant les Guerres de religion, le Baron des Adrets s'introduit dans le domaine de Thouzon.
En 1696, l'abbé de Thouzon vend le château et les terres à Joseph de Martin, archiviste et secrétaire d'état. L'ensemble appartient ensuite à la famille Merle de Beauchamp jusqu'en 1846, date à laquelle il passe aux mains de la famille Bourget, puis en 1879, dans la famille de Justin Martin.
À partir de la fin du XVIIe siècle, les propriétaires successifs laissèrent les bâtiments se dégrader. En 1836, le maire du Thor qui demanda aux employés municipaux de démolir le château, pourtant propriété privée. Le propriétaire lui intenta un procès. Même si la justice donne raison au propriétaire, contre le maire du Thor, les destructions étaient déjà effectives, et non reconstruite à l'époque.

## Le retable de Thouzon

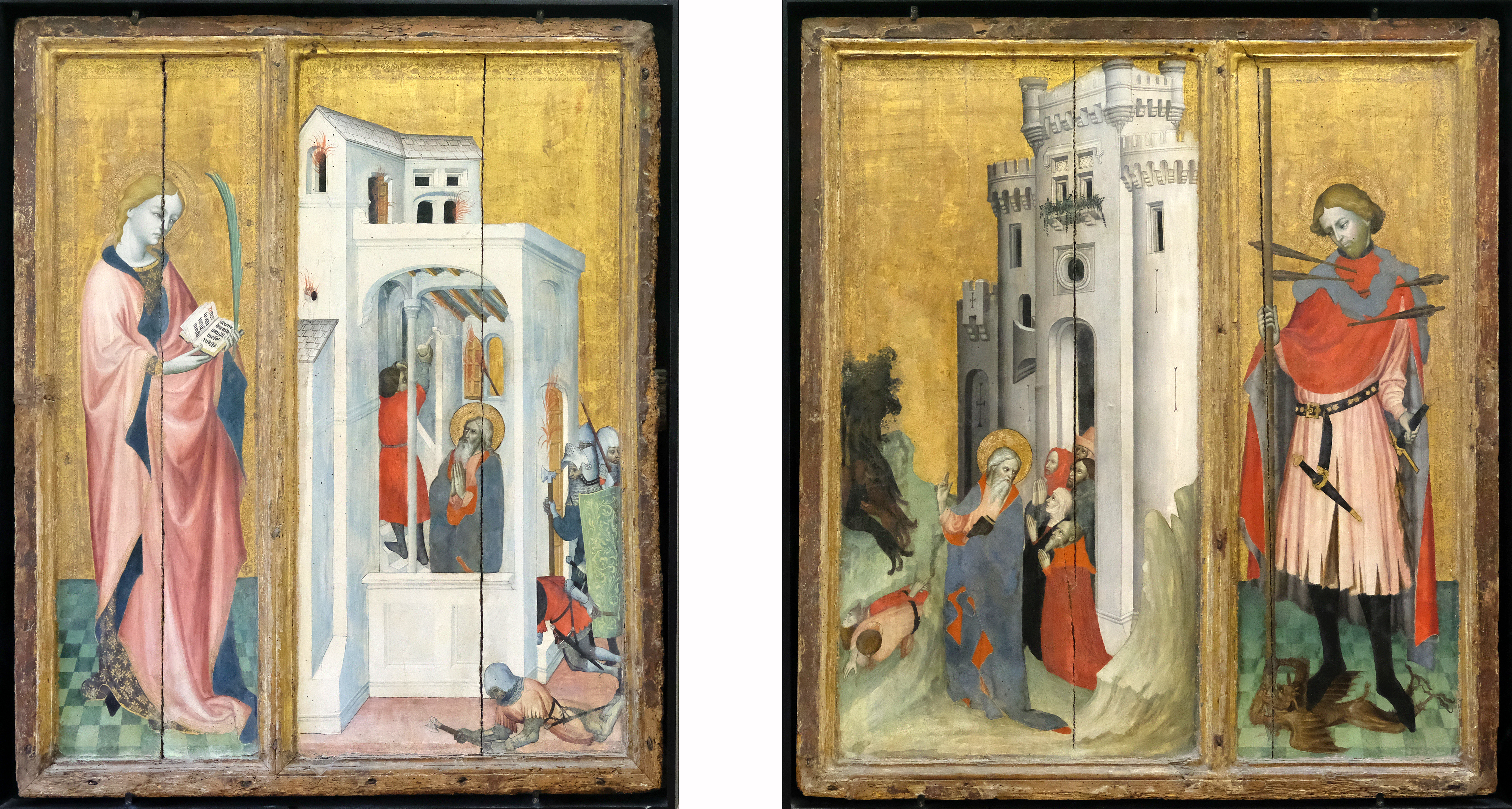
Le retable de Thouzon exposé au Louvre.

De dimension 1,13 m × 1,26 m, le retable de Thouzon est composé de deux panneaux en bois de saule, peints à l'huile. La partie centrale du triptyque a disparu.
Il a été retrouvé vers 1870 dans l’une des deux chapelles de Thouzon.
Chacun des deux panneaux représentent une scène de la vie de saint André : saint André chasse les démons de la ville de Nicée et saint André fait éteindre un incendie par son disciple. À gauche de ce panneau : une grande figure de saint Sébastien et sur l’autre, celle d’une sainte martyre.
Le retable est aujourd'hui conservé au musée du Louvre à Paris.

## Visites
Le site est ouvert aux piétons toute l'année.
L'église Sainte-Marie est ouverte les premier et troisième dimanches de chaque mois, à l'occasion des Journées du Patrimoine et le 1er dimanche de mai.